# FIFA国际足球
《FIFA国际足球》是一款由艺电加拿大的Extended Play Productions制作、艺电发行的足球类游戏。本游戏于1993年12月在世嘉Mega Drive发行，后移植至多个游戏平台，包括世嘉Master System、超级任天堂、Game Boy以及DOS。 本游戏为《FIFA系列》的首作。
FIFA国际足球是一款全景模拟的早期足球类游戏。游戏的内容国际比赛。在游戏中，共有4个模式，表演赛、巡回赛、点球决战和联盟杯赛。
艺电预测在欧洲地区共售出30万份。FIFA国际足球收到大部分正面评价。